# 八名信夫
八名 信夫（やな のぶお、1935年〈昭和10年〉8月19日 - ）は、日本の俳優、元プロ野球選手、タレント。血液型B型。悪役商会所属。本名は同じ。岡山県岡山市出身。

## 略歴
プロ野球選手を目指し、当時野球の名門校だった岡山東高等学校（現・岡山東商業高校）に進学し、野球部で一塁手として活躍。
明治大学に進学し、野球部に入部してピッチャーを務めたが、その後先輩のしごきに命の危険を感じたため仲間の協力により逃げ出す形で退部。
明治大学野球部時代の素質を見込まれて球団側から直接スカウトされ、1956年にプロ野球・東映フライヤーズに投手として入団。1年目から一軍で試合に登板したが、プロ3年目の1958年8月10日に負った腰の骨折により現役を引退した。
1959年、球団の親会社の東映社長（当時）の勧めにより、同社専属の映画俳優に転向し、東映大泉撮影所（現・東映東京撮影所）で活動を始めた。
1960年代～1970年代は、『網走番外地』シリーズ、『仁義なき戦い』シリーズなど東映映画で活躍。他にも刑事ドラマでのヤクザ・暴力団組長・凶悪犯、時代劇での用心棒・悪徳役人・妖術使いなど数多くの悪役を演じた。
その後悪役以外の芝居もやりたいとの思いから東映を辞めることを決め、東映側から「役者として大事なことだ、いろんな主役たちと演技でぶつかって勉強してきなさい」と送り出された（詳細な時期は不明）。
1983年、ギャングや悪党を専門に演じる八名を含めた12人の悪役による俳優集団・悪役商会を結成し、リーダー（会長）となる。以降悪役として映画・ドラマに出演するだけでなく、コミカルな一面も披露したことでバラエティ番組などにも活動の場を広げた。
1985年にはアニメ映画『ドラえもん のび太の宇宙小戦争』のギルモア将軍役で声優に初挑戦している。バラエティ番組には『今夜は最高!』（日本テレビ）ではじめて出演し、その後『オレたちひょうきん族』（フジテレビ）のコーナー「ひょうきんベストテン」にも出演した。
1990年、出演した「キューサイ青汁」のCMで八名のセリフ「まずーい！もう一杯!!」が視聴者の間で話題となり、以後26年間に渡って起用された。
その後歳を重ねたことで悪役俳優のイメージを脱却し、孫と遊ぶ優しいおじいちゃんの役など個性派俳優としての活躍が目立つようになっている。
2014年5月5日、ヤフードームでおこなわれた福岡ソフトバンクホークス対北海道日本ハムファイターズ戦で始球式に登板。
2016年には初の監督作となる映画『おやじの釜めしと編みかけのセーター』を制作し、2017年より無料上映会の形式で公開している。
2023年4月28日には岡山県警の特別警戒に合わせて「一日鉄道警察隊長」に任命され、岡山駅で啓発チラシの配布や呼びかけを行った。同年8月、著書『悪役は口に苦し』を発表した。

## 来歴

### 子供時代
岡山で3人きょうだい（姉と兄がいる）の末っ子として育つ。3歳の頃、肺結核を患った母・禮子が家族への伝染を恐れて籍を抜いて家を出ており、父はその後再婚した。父の亀億（ひさお）は国鉄（現・JR西日本）岡山駅の助役であったが、終戦後に退職し、芝居小屋兼業の映画館「千歳座」を経営していた。この映画館は洋画専門で上映していたことから、子供ながらに海外のギャング映画などをよく見ていた。
9歳の時に岡山大空襲に遭遇し、父の命で母（八名にとって継母）・姉とともに後楽園に向かった。しかし猛火と黒煙が立ち込める中で方向感覚を失い、逃げ惑う人波に巻き込まれて家族ともはぐれてしまった。朝になり、雨が降る田んぼの中で倒れていたところを地元の消防団員に助け出された。幸い一家は全員無事で芳田村米倉（現・岡山市南区）の親類宅や父親の部下宅に身を寄せたものの、小学校の同級生を何人も失ったり、広島市への原子爆弾投下により同市在住の軍医の叔父が被爆死するなど悲惨な経験を味わった。
疎開先の平島（現・岡山市東区）で終戦を迎える。その後、小学校にDDTを散布しにやってきた連合国軍の兵士がキャッチボールに興じる姿を見たことがきっかけで、野球を始める。当時は食料難だったため水道の蛇口を盗んで売って生計を立てていたが、野球部入部を条件にパンを提供するとの申し出を受け野球部入部を決めると、中学時代には県大会で優勝するなど県内でも知られる選手となった。県内で野球が強い高校ということで岡山東高に進学。父はテニス選手だったためスポーツには理解があり、逆に劇場主として役者と接して生活を知っていたことから、役者への道には反対したという。当時映画館が繁盛していたこともあり、岡山東高だけでなく岡山市内のすべての中学校にバックネットを寄贈したり、のちに八名がプロ野球入りしたときには東映フライヤーズが岡山でキャンプを張る援助もした。
出身小学校の岡山市立出石小学校は都市空洞化によるドーナツ化現象で児童数が減少し、2002年3月に廃校となった。閉校式には八名による講演会が行われた。

### プロ野球選手時代まで
岡山東高時代は父親の要請を受けた監督の松井信勝の下猛練習に励んだ。1年夏にチームは甲子園に出場するが、ベンチ入りはならず中西太の高松一高に敗退。その後一塁手として、1年下の横溝桂とともに投の二本柱としても活躍する。1953年春の中国大会県予選では決勝に進み先発。横溝との継投で関西高の吉岡史郎に投げ勝ち優勝、本大会に進んでいるが、甲子園出場は果たせなかった。高校の2学年先輩に、のちに大洋ホエールズで活躍する秋山登、土井淳がおり、明治大学に進学していた。その縁から修学旅行のとき、神宮球場で明治大学の試合を観戦して進学先に決める。
大学進学後は新人戦での好投を見た明大OBの小西得郎の推薦で、新入生ながら野球部の一軍に抜擢されるなど、投手として将来を期待されていた。しかしこれに妬んだ先輩部員からの「しごき」に耐えられず、2年次に同級生の近藤和彦らの助けを借り合宿所から脱走。そのまま大学も退学した。しかし、間もなくして「明治大学からいいピッチャー（八名）が逃げ出した」という噂が広まったことで、東映フライヤーズら複数の球団関係者からスカウトされることとなった。
父が興行師として日米野球を岡山に呼んだときのつながりから、米川泰夫と懇意にしていたこともあり、1956年に東映に入団。
東映フライヤーズでは、1年目から一軍で9試合に登板、うち2試合に先発し0勝1敗を記録し、その後も敗戦処理として一軍で起用された。しかし1958年8月10日、日生球場での近鉄パールス戦の試合で投球した際、割れたピッチャープレートにスパイクの歯が食い込み、その弾みで転倒して腰を骨折して入院。この怪我により選手生命を断たれ、石原春夫球団社長から引退勧告を受け、現役引退。現役時代は西園寺昭夫、土橋正幸、稲垣正夫、山本八郎らと親交が厚かった。

### 俳優への転身
野球選手引退後に俳優転向した理由は、東映本社社長であり、東映フライヤーズオーナーでもあった大川博から、「長嶋茂雄や王貞治に打たれるより、高倉健に撃たれろ!」と言われたことがきっかけであったという。
初めて出演者として名前の出た映画は『遊星王子』。ただし宇宙のギャングという設定で、顔の部分が覆われた衣装だった上、同じ衣装の出演者が複数いたため、映画を見ても自分がどこに出ていたかわからなかったという。駆け出しの頃は通行人を演じても182cmの高身長で自然と悪目立ちするため、スタッフからセットの後ろの方へ誘導されて画面で顔が判別できないほどの端役を演じる日々を送った。そのため転向当初は現役当時の貯蓄を切り崩しながらの生活だった。俳優転向当初は二枚目役として活躍し、主演作もあった。
1950年代後半の日本映画界では年一回、6社ある映画会社の各専属俳優たちによる野球対戦「野球まつり」が行われていた。この対戦相手である大映チームとの大一番で活躍して東映チームを勝利に導いた。その褒美として1961年放送のテレビ時代劇『新諸国物語 紅孔雀』の主役の一人に抜擢され、初代・澤村精四郎と兄弟役で人気を集めた。

### 悪役
大部屋俳優よりもさらに下という境遇からのスタートであったが、「体が大きいから小さい奴が撃たれるより迫力があるはず」と売り込んだことがきっかけとなり、悪役として定着するようになった。新人時代は高倉健や石原裕次郎のような映画スターになりたかったが、彼らのような男の魅力や色気がないことを自認していた。ある日、「（高倉や石原とは違い）自分には、役者として不気味な存在感がある」と気づたことから、「悪役の華を見せてやろう」と考え直したという。また、当時は台詞を言う時につい岡山弁が出てしまうことにコンプレックスを感じていたため、「台詞が少ない悪役こそ自分に合っているのでは？」とも思ったという。
当時の悪役のギャラは安かったが、他の悪役たちが作品内で早めに死んで拘束時間を減らし、次の作品の撮影に行くことで稼いでいることや、死ぬシーンの芝居を自分で自由に演出していることを知った。本人も悪役として殺られ役で出演本数を稼ぐことで収入を得ながら、悪役としての芝居に磨きをかけること決意。
後日とある映画の端役で参加した際、監督に「一度自分の演出で悪役をやらせてほしい」と直談判し、自己演出による悪役の芝居が初めて認められた。以降、悪役を演じる際は細かい仕草を追求しながら演じるようになった。すると徐々に制作陣が悪役の芝居にも注目するようになり、八名の名前が作品クレジットに大きく載ったり、宿泊部屋が大部屋から個室になるなど悪役の待遇が変わっていったという。

## 人物
父親が鉄道員で幼少時代に鉄道官舎に住んでいたことから、蒸気機関車には思い入れがある。
黒柳徹子の影響を大きく受けている。「俺も何か役に立つことはあるだろう」と思い、新幹線の車両内で走っている子供を「おめーら、塩をかけて焼いて食うぞ」と叱るなど、他人の子供も愛情を持って教育しているという。こうした八名の姿勢は、上述の父親が他人の子供でも悪いことをすれば厳しく叱りつつ、困っている人に親切であったことを見習っている面も大きい。50歳代からは教育や子育てについて講演を頼まれることが増えたほか、阪神・淡路大震災や東日本大震災、熊本地震 (2016年)などの被災者を激励したり、その想いを反映した映画を制作したりもしている。
プロ野球引退後も東映フライヤーズ、北海道日本ハムファイターズOBで組織する「フライヤーズ・ファイターズOB会」のメンバーの一員でもある。
「悪役が犯罪を犯したら洒落にならない」というのが信念で、悪役商会では軽微でも犯罪を犯した役者は問答無用で脱退させている。
愛媛県喜多郡内子町の内子座で悪役商会のミュージカルを上演するなど、愛媛県とのつながりが深く、2014年には愛媛滞納整理機構のテレビCMに出演したり、2017年には内子町から感謝状を贈呈されるなどしている。
俳優として駆け出しのころ、宿舎の「八名様」と書かれた自室を開けたら、布団が8組置いてあったという（「やな」を「はちめい」と読み違えられた）。
新人の頃、八名が出演する映画の撮影を見学しに土橋正幸と張本勲が東映京都撮影所を訪れた際、当時の撮影所長だった岡田茂（後の東映社長・会長）から「あいつ（八名）は岡山弁が抜けなくてなあ」というボヤキを聞かされたことを張本が2021年に『週刊ベースボール』（ベースボール・マガジン社）に連載している自身のコラムにて回想している。
1990年代、バラエティ番組において「1050回ぐらい殺されたかな」と、悪役を演じて殺された回数の多さを述懐したことがある。
岡山男の気風を歌う「野風増」を橋幸夫、河島英五らとの競作で自ら歌いレコード化する計画があったが、訳あって断念せざるを得なかった。

## 出演

### 映画
- 拳銃を磨く男 あの女を探せ（1959年、東映） - 辰公
- 二発目は地獄行きだぜ（1960年、東映） - 王宝山の子分
- ボス表へ出ろ（1960年、東映） - 警官
- 大いなる驀進（1960年、東映）- 鉄道員
- 花と嵐とギャング（1961年、東映） - 張本
- 松本清張のスリラー 考える葉（1962年、東映） - 塚口
- 太平洋のGメン（1962年、東映） - 竹林
- 暗黒街最後の日（1962年、東映） - サブ
- ギャング対Gメン 集団金庫破り（1963年、東映） - 石山
- 警視庁物語 全国縦断捜査（1963年、東映） - 中北金造
- 昭和侠客伝 （1963年） - 六造
- 東京ギャング対香港ギャング（1964年） - 星川
- 暗黒街大通り（1964年、東映） - 丹羽
- ひも（1965年、東映） - サブ
- 飢餓海峡（1965年、東映） - 町田
- 組織暴力 （1967年、東映）
- 解散式（1967年、東映） - 安原
- 続・組織暴力 （1967年、東映）
- 昭和残侠伝シリーズ（東映）
  - 昭和残侠伝（1965年） - 島田
  - 昭和残侠伝 唐獅子牡丹（1966年） - 寅松の子分
  - 昭和残侠伝 血染めの唐獅子（1967年） - オートジャイロ
  - 昭和残侠伝 吼えろ唐獅子（1971年）
  - 昭和残侠伝 破れ傘（1972年） - 諸岡角造
- 網走番外地シリーズ（東映）
  - 網走番外地 北海篇（1965年）
  - 網走番外地 決斗零下30度（1967年） - 関野の子分
  - 網走番外地 吹雪の斗争（1967年） - 男
  - 新網走番外地 吹雪のはぐれ狼（1970年）
  - 新網走番外地 吹雪の大脱走（1971年） - 熊沢組員
  - 新網走番外地 嵐呼ぶダンプ仁義（1972年） - 関戸
- 大陸流れ者（1966年、東映） - 魯達
- 地獄の掟に明日はない（1966年、東映） - 川上
- 河内遊侠伝 （1967年、東映） - 松崎大尉
- 極道シリーズ（東映）
  - 帰ってきた極道（1968年） - 丸山
  - 兵隊極道（1968年） - ゲンコツ
  - 旅に出た極道（1969年） - 宋
- 獄中の顔役（1968年、東映）
- 博徒解散式（1968年、東映） - どさ
- 人生劇場 飛車角と吉良常（1968年、東映） - 白鉄
- 博徒列伝（1968年、東映） - 出刃寅
- ごろつき（1968年、東映） - 風間
- 懲役三兄弟（1969年、東映） - 仁王
- 日本暴力団 組長と刺客（1969年、東映） - 深井
- 不良番長シリーズ（東映）
  - 不良番長 送り狼（1969年） - 谷崎
  - 不良番長 出たとこ勝負（1970年） - 立花
  - 不良番長 暴走バギー団（1970年） - 二階堂泰造
  - 不良番長 のら犬機動隊（1972年） - 木島
  - 不良番長 一網打尽（1972年） - 三木
  - 不良番長 骨までしゃぶれ（1972年） - 高田
- 現代やくざ 与太者の掟（1969年、東映） - 久保
- 現代やくざ 与太者仁義（1969年、東映） - 伊藤
- 組織暴力 兄弟盃（1969年、東映） - 鉄
- 現代任侠道 兄弟分（1970年、東映） - 白川守和
- 血染の代紋（1970年、東映） - 矢吹
- 任侠興亡史 組長と代貸（1970年、東映） - 桑島
- 博徒一家（1970年、東映） - 望月
- 新宿の与太者（1970年、東映） - 石島弘
- 暴力団再武装（1971年、東映） - 日高徹
- 日本やくざ伝 総長への道（1971年、東映） - 流れ者
- 純子引退記念映画 関東緋桜一家（1972年、東映） - ドブ辰
- 現代やくざ 人斬り与太（1972年、東映） - 風間
- ポルノの帝王 失神トルコ風呂（1972年、東映） - 傷鉄
- 夜の女狩り（1972年、東映） - 草壁
- やくざと抗争 実録安藤組（1973年、東映） - 岩上
- 仁義なき戦いシリーズ（東映）
  - 仁義なき戦い 広島死闘篇（1973年） - 大友組幹部・浅野卓也
  - 仁義なき戦い 頂上作戦（1974年） - 広能組若衆・河西清
  - 仁義なき戦い 完結篇（1974年） - 早川組組員・加賀亮助
  - 新仁義なき戦い（1974年） - 工藤進
  - 新仁義なき戦い 組長の首（1975年） - 宮井
  - 新仁義なき戦い 組長最後の日（1976年） - 根本鶴吉
- 女囚さそり けもの部屋（1973年、東映） - 安達
- 実録安藤組 襲撃篇（1973年、東映） - 小沢警部
- 非情学園ワル ネリカン同期生（1974年、東映） - 小鹿
- 暴力街（1974年、東映） - 東松
- 任侠花一輪（1974年、東映） - 宮下勲
- 安藤組外伝 人斬り舎弟（1974年、東映） - 牧野
- 脱獄広島殺人囚（1974年、東映） - 神戸の所轄刑事
- けんか空手 極真無頼拳（1975年、東映） - 神部十三郎
- 秘密戦隊ゴレンジャー 爆弾ハリケーン（1976年、東映） - 黒十字軍総統
- やくざの墓場 くちなしの花（1976年、東映） - 江崎信久
- 新宿酔いどれ番地 人斬り鉄（1977年、東映） - 岩城正平
- ひぃ・ふぅ・みぃ（1988年、シネ・ロッポニカ） - 高宮喜三郎
- ふ・し・ぎ・なBABY（1988年、東宝） - 宮戸
- きんぴら（1990年、東映） - 垣内隆夫
- 撃てばかげろう（1991年、東映） - 木田政治
- いつかギラギラする日（1992年、松竹） - ヤクザ
- これがシノギや!（1994年、イメージファクトリー・アイエム） - 酒井竜之介
- プロゴルファー 織部金次郎2 〜パーでいいんだ〜（1994年、東映） -トーナメント委員
- 居酒屋ゆうれい（1994年、東宝） - 魚春
- ドリーム・スタジアム（1997年、東映） - バット職人
- 新・男樹 （2000年、ミュージアム） - 崇和連合幹部 蔵清次
- みんなのいえ（2001年、東宝） - 荒川Sr.
- 首領への道（2003年、シネマ・クロッキオ） - 中津川組二代目組長 藤村荘太郎
- ほたるの星（2004年、角川大映） - 田中伝吉
- しゃったぁず・4（2010年、アチーブス） - 金子治
- 日輪の遺産（2011年、角川映画） - 金原庄造
- ROUTE42（2013年、監督：瀬木直貴）
- おやじの釜めしと編みかけのセーター（2017年） 監督・脚本・主演[18]
- 駄菓子屋小春（2018年） 監督・脚本・主演[19]

### テレビドラマ
- 新七色仮面（1960年、NET・東映）
- ナショナルキッド（1960年、NET・東映） - インカ金星人 他多数
- 紅孔雀（1961年 - 1962年、NET）
- 特別機動捜査隊（NET・東映）
  - 第3話「死を呼ぶ女」 (1961年)
  - 第127話「蜘蛛の巣」（1964年） - 梶山
  - 第200話「女の終着駅」（1965年）
- スパイキャッチャーJ3（1965年、NET・東映）
- 悪魔くん 第7話「魔の谷」（1966年、NET・東映） - 強盗
- キャプテンウルトラ 第9話「怪生物バンデルエッグあらわる!」（1967年、TBS・東映） - ジョン・スミス
- ローンウルフ 一匹狼 第1話「復讐のメロディー」・第7話「恐喝者の影」（1967年、日本テレビ・東映） - 暴漢
- キイハンター（TBS / 東映）
  - 第2話「非情の唇」（1968年） - 有田
  - 第36話「金庫に消えた女」（1968年）
  - 第89話「国際殺人銀行 奇襲作戦」（1969年） - 佐田九郎
  - 第93話「女王陛下オー! 発狂一分前」 (1970年)
  - 第102話「女の死刑実験室」（1970年）
  - 第116話「秘密飛行機強奪作戦」（1970年）
  - 第168話「サイコロGメン 死んで貰います」（1971年） - 内海
  - 第259話「情無用のライセンス」（1973年） - 浦辺
- 素浪人 花山大吉 第10話「坊さんまるまる損をした」（1969年、NET・東映） - 室山
- 帰って来た用心棒 第26話「狂気の夜」（1969年、NET・東映）
- プレイガールシリーズ（12ch・東映）
  - プレイガール
    - 第9話「女は潜って勝負する」（1969年） - 津川
    - 第41話「早く彼女にタオルをあげて」（1970年）　
    - 第62話「老人と女のポルカ」（1970年）
    - 第91話「酔いどれはだか仁義」（1970年） - 直次郎
    - 第165話「暴力街の流れ医者」（1972年） - 松尾

  - プレイガールQ
    - 第1話「命知らずの牝猫たち」（1974年） - スナイパー ※友情出演
    - 第26話「女の奥の奥の手」（1975年） - 古山
    - 第42話「温泉脱ぎ脱ぎ作戦」（1975年） - 野崎
    - 第43話「ハイティーン裸の暴走族」（1975年）- 高山
    - 第63話「女ごろし裸の手配師」（1976年） - 杉田
    - 第67話「殺しを呼んだ女の柔肌」（1976年）※ノンクレジット
- ゴールドアイ （1970年、日本テレビ・東映）
  - 第11話「現金輸送車強奪」
  - 第26話「国際宝石泥棒」 - 村崎
- 銭形平次（フジテレビ・東映）
  - 第238話「佛像が見ていた」（1970年） - 銀次
  - 第604話「五年目の真実」（1978年） - 由造
  - 第833話「対決! 護寺院ヶ原」（1982年） - 鬼塚陣内
  - 第874話「平次は俺が殺る」（1983年）
- 遠山の金さん捕物帳（NET・東映）
  - 第29話「やくざに泣く女」（1971年） - 権堂
  - 第39話「片棒担いだ女」（1971年） - 早瀬
  - 第114話「笑って死んだ女」（1972年） - 銀次
- ターゲットメン 第7話「真珠湾沖大海戦」（1971年、NET・東映）
- 大江戸捜査網（12ch・三船プロ） 
  - 第106話「仕掛けられた身代金」（1972年） - 村越
  - 第185話「恐怖の人間標的」（1975年）
  - 第227話「殺しの烙印を消せ」（1976年） - 田野井
  - 第243話「哀しみの子連れ唄」（1976年） - 野坂
  - 第273話「女盗賊 初春に舞う」（1977年） - 倉持欣十郎
  - 第312話「甦えった魂なき殺人者」（1977年） - 秋葉屋配下の僧
  - 第338話「追跡! 哀愁の子守唄」（1978年） - 篠田
  - 第357話「危機一髪 凶悪の罠」（1978年） - 真垣軍兵衛
  - 第378話「怪盗組織の罠を暴け」（1979年） - 西岡
  - 第406話「赤ん坊を狙う暗殺者」（1979年）
  - 第423話「黒い傷痕に泣く女」（1979年） - 佐原源之進
  - 第444話「祭りに咲いた夫婦花」（1980年） - 島崎
  - 第454話「無情 巾着切りの涙」（1980年） - 高坂能登守
  - 第494話「海鳴りの里に泣く遊女」（1981年） - 内村
  - 第507話「傷だらけの人質救出作戦」（1981年） - 沼田
  - 第530話「秘伝七ヶ條を追う女武芸者」（1982年） - 朝倉源之進
  - 第550話「金貸し座頭 秘薬責めの罠」（1982年） - 辰の市
  - 第567話「女郎花恋歌 逃亡の昼と夜」（1982年） - 西村
  - 第749話「賭場破り桜吹雪」（1991年） - 内山玄章
- さすらいの狼 第11話「真昼の逆襲」（1972年、NET・東映）
- 旗本退屈男 第10話「江戸に踊る白い影」（1973年、NET・東映）
- 荒野の用心棒 第7話「鷲ノ巣谷に死の影が走って…」（1973年、NET・三船プロ） - 鬼塚東十郎
- サスペンスシリーズ 人妻恐怖・地獄道路 （1973年、毎日放送[20]・東映） - 玄田
- キカイダー01（1973年 - 1974年、NET・東映） - ビッグシャドウ
- 白い牙 第2話「東京無宿・有光洋介」（1974年、日本テレビ・大映テレビ） - 暴漢
- 右門捕物帖（1974年、NET・東映） 
  - 第6話「裏切り」 - 浪人
  - 第23話「消えた男」
  - 第37話「お島恨み節」
- バーディー大作戦[21]（TBS・東映）
  - 第6話「殺し屋収容所」（1974年）
  - 第15話「北極へ向かって大追跡!」・第16話「大雪渓 殺人ドライブ」（1974年）
  - 第44話「殺人パニック捜査官」（1975年）
  - 第54話「バーディー 真昼に死す」（1975年） - 佐山
- 大盗賊 第2話「御茶壷を狙え!」（1974年、フジテレビ・国際放映） - 井原十兵衛
- 闘え! ドラゴン 第13話「ドラゴン大脱走」（1974年、12ch・宣弘社） - 片目のコンドル
- 傷だらけの天使 第1話「宝石泥棒に子守唄を」（1974年、日本テレビ・東宝） - 宝石密輸組織の男
- おんな浮世絵・紅之介参る! 第2話「女売ります」（1974年、日本テレビ・ユニオン映画）
- 運命峠 第19話「千姫御殿を斬る」（1975年、関西テレビ・東映） - 黒柳新十郎
- 影同心（1975年、毎日放送[22]・東映）
  - 第8話「女のかたき殺し節」 - 火付盗賊改方　※ノンクレジット
  - 第26話「金がかたきの殺し節」 - 加倉井兼蔵
- 剣と風と子守唄 第16話「還らざる黄金」（1975年、日本テレビ・三船プロ） - 赤沢玄馬
- 非情のライセンス（NET→テレビ朝日・東映）
  - 第2シリーズ
    - 第47話「兇悪の警察手帖」（1975年） - 安川
    - 第99話「兇悪の殉職・右田刑事」（1976年） - 野村

  - 第3シリーズ 第21話「兇悪の罠・愛しい死線」（1980年） - 覚醒剤密輸組織のボス
- Gメン'75（TBS・東映）
  - 第19話「デカ部屋の悪霊」（1975年） - オートバイの男こと鳴海春男
  - 第37話「チリ紙交換殺人事件」（1976年） - 成田
  - 第43話「刑法第11条・絞首刑」（1976年） - ビリヤード場経営者・相馬
  - 第100話「北の国から来た遺骨」（1977年） - 野崎音楽事務所社長・野崎
  - 第196話「東京発 ひかり157号のトリック」（1979年） - 安木
- 夜明けの刑事（TBS・大映テレビ）
  - 第54話「消えた女子高校生歌手の秘密」（1976年）
  - 第104話「やりますわョ!男と女の大追跡」（1977年）
- 新宿警察 第24話「青い眼の傷痕」（1976年、フジテレビ・東映） - 松永
- 大非常線 第6話「勇者は誰か」（1976年、NET・東映） - 樺島
- 大都会シリーズ（日本テレビ・石原プロ）
  - 大都会 闘いの日々（1976年）
    - 第7話「おんなの殺意」 - 光本興業幹部
    - 第26話「顔」 - 半沢清

  - 大都会 PARTII
    - 第10話「刑事のいのち」（1977年） - 田代
    - 第26話「Gメン抹殺指令」（1977年） - 中野忠男
    - 第51話「北九州コネクション」（1978年） - 宇野

  - 大都会 PARTIII
    - 第8話「野獣の叛乱」（1978年） - 並木良平
    - 第20話「爆走・金塊トレーラー」（1979年） - 関根
    - 第39話「警官殺し」（1979年） - 糸島
- スーパー戦隊シリーズ（NET→テレビ朝日・東映）
  - 秘密戦隊ゴレンジャー
    - 第53話「赤いホームラン王! 必殺の背番号1」（1976年） - 死神博士
    - 第54話「真赤な挑戦! 火の山最期の大噴火」 - 第84話「真赤な大勝利!! 永久に輝け五つ星」（1976年 - 1977年） - 黒十字総統（第54話、第55話は声のみの出演）

  - ジャッカー電撃隊 第16話「黒いベースボール!! 襲撃する魔球」（1977年）  - クライムボス
- 子連れ狼 第3部 第10話「魔道旅道しるべ」（1976年、日本テレビ・ユニオン映画） - 山彦
- 伝七捕物帳
  - 第102話「十手目が王手」（1976年、日本テレビ）- 岩太
  - 第17話「姉ちゃんの恋人」（1979年、テレビ朝日・国際放映）
- 人魚亭異聞 無法街の素浪人 第13話「夜霧の片道切符」（1976年、NET・三船プロ） - 宮崎玄馬
- お耳役秘帳 第24話「どうせこの世は怨み花」（1976年、関西テレビ / 歌舞伎座テレビ） - 富蔵
- 遠山の金さん 杉良太郎版 第1シリーズ
  - 第73話「玉の輿を拒んだ女」（1977年、NET・東映）-近江屋番頭 源八
- 華麗なる刑事 第21話「真夏の夜の迷探偵」（1977年、フジテレビ・東宝）
- 破れ奉行 第15話「深夜の水門大爆破」（1977年、テレビ朝日・中村プロ） - 玄蕃
- 桃太郎侍（日本テレビ・東映）
  - 第41話「怒りの刃を振り上げろ」（1977年） - 岩井弥十郎
  - 第109話「笛吹き若様町人志願」（1978年） - 立花
  - 第146話「死を招いた勘違い」（1979年） - 佐貫屋の用心棒
  - 第165話「あいつと呑んだ涙酒」（1979年） - 五十嵐玄蕃
  - 第185話「弱虫桃太郎と女盗賊」（1980年） - 本多の用人
  - 第204話「拾った財布に恨みがござる」（1980年） - 宇野
  - 第221話「どうぞお縄を…」（1981年） - 辰蔵
  - 第245話「涙ボロボロ唐辛子」（1981年） - 蝮の伝造
- ロボット110番 第16話「大発明! バッテンメーター」（1977年、テレビ朝日・東映） - 佐々木
- 必殺シリーズ（朝日放送[23]・松竹）
  - 新・必殺仕置人 第39話「流行無用」（1977年） - まむしの久蔵
  - 翔べ! 必殺うらごろし 第6話「男にかけた情念で少女は女郎に化身した」（1979年）- 勘造
  - 必殺仕事人
    - 第29話「新技 腰骨はずし」（1979年） - 荒井十郎太
    - 第72話「念じ技 偽説法ざんげ斬り」（1980年） - 竹次郎
    - 第82話「激闘技 地獄道暴れ斬り」（1981年） - 木崎左源太

  - 新・必殺仕事人 第46話「主水 火の用心する」（1982年） - 伝次
  - 必殺仕事人V 第6話「りつ、減量する」（1985年） - 儀ヱ門
  - 必殺橋掛人 第1話「江戸絵図の謎を探ります」（1985年） - 奈良屋甚内
  - 必殺まっしぐら! 第12話「相手は江戸の大魔王」（1986年） - 弥九郎
  - 必殺仕事人V・風雲竜虎編 第12話「不倫妻、身投げからくり」（1987年） - 義覚
- 新五捕物帳（日本テレビ・ユニオン映画）
  - 第12話 「母ごころ夢の富くじ」（1978年）- 源造
  - 第53話「今戸の子守唄」（1979年）- 寅造
  - 第175話「消えた女の恨み節」(1982年）- 長尾十兵衛
- 江戸の鷹 御用部屋犯科帖 第4話「大江戸の暗黒を斬る!」（1978年、テレビ朝日・三船プロ）
- 吉宗評判記 暴れん坊将軍（テレビ朝日・東映）
  - 第13話「嵐を呼んだ江戸土産」（1978年） - 深町作兵衛
  - 第43話「お庭番非情!」（1978年） - 辰岡
  - 第86話「天下御免の大泥棒」（1979年） - 笹尾鬼十郎
  - 第191話「吉原、木枯し 女の涙」（1981年） - 山岡小十郎
- 達磨大助事件帳 第26話「夕陽の渡り鳥」（1978年、テレビ朝日・前進座・国際放映） - 笹川
- 太陽にほえろ! 第300話「男たちの詩」（1978年、日本テレビ・東宝） - 戸川組幹部
- 大追跡（1978年、日本テレビ・東宝）
  - 第1話「ハイエナが集まった」 - 所轄署の刑事
  - 第15話「黒い影」 - 岡部
- 特捜最前線（テレビ朝日・東映）
  - 第72話「指名手配・再会した女!」（1978年）
  - 第156話「乗り逃げ女はリンゴがお好き!」（1980年）
  - 第190話「償い」（1980年） - 有明商事幹部
- スパイダーマン 第17話「プロレスラー サムソンの涙」（1978年、12ch・東映） - 中田
- 江戸を斬るIV 第10話「お京初恋御用旅」（1979年4月16日、TBS・C.A.L） - 権次
- 水戸黄門 第10部 第3話「狐が化けたお姫様 -小田原-」（1979年8月27日、TBS・C.A.L） - 片瀬三九郎
- 熱中時代 刑事編 第19話「敵ながら天晴れ! 声色サギ」（1979年8月11日、日本テレビ・ユニオン映画） - 剛田三郎
- 大空港（1979年、フジテレビ・松竹）
  - 第26話「真実の愛 空港ホテル殺人事件の謎を追え!」 - 権藤昭一
  - 第51話「サヨナラ神坂紀子刑事! コール・ガール バラバラ事件」
  - 第60話「襲撃! 空港特捜車を爆破しろ!!」 - 強盗犯（旭光会幹部）
- ザ・スーパーガール（12ch・東映）
  - 第4話「フィーバーの夜 モデルは全裸で死ぬ」（1979年）- 吉岡
  - 第17話「女囚脱獄 復讐に燃えた女体」（1979年）- 長崎（中沢興業社長）
  - 第37話「夜の処刑台 レイプされた女刑事」（1979年）
  - 第47話「夜の課外授業 危険を売る少女」（1980年）
- 西部警察シリーズ（テレビ朝日・石原プロ）
  - 西部警察
    - 第6話「横浜銃撃戦」（1979年）  - 笠原竜一
    - 第16話「最後の一弾」（1980年） - 神山
    - 第25話「刑事を奪え」（1980年） - 東部署刑事
    - 第44話「ロング・グッドバイ」（1980年） - 加山光男
    - 第52話「ギャングになった刑事」（1980年） - 服部清
    - 第64話「九州横断大捜査網!! -前篇-」、第65話「博多港決戦!! -後篇-」（1981年） - 偽造紙幣組織・ナンバー2
    - 第89話「もう一つの勲章」（1981年） - 工藤進
    - 第105話「謎のルート・マカオ」（1981年） - 山中亮造（唐秀全）
    - 第118話「あの歌をもう一度」（1982年） - 佐伯弘一
    - 第126話「また逢う日まで」（1982年） - 下田竜夫

  - 西部警察 PART-II
    - 第9話「罠」（1982年） - 小田島朝夫
    - 第23話「凶悪の焰」（1982年） - 矢野（笠間興業専務）
    - 第40話「ペガサスの牙」（1983年） - 岡崎社長

  - 西部警察 PART-III 第36話「対決! マグナム44」（1984年） - ビル山田
- 江戸の牙（テレビ朝日・三船プロ）
  - 第3話「阿片! 墓標なき男」（1979年） - 半次
  - 第23話「笑って泣いて 長屋の恋の物語」（1980年） - 鬼丸
- 騎馬奉行 第7話「若鷹が巣立つ時」（1979年、関西テレビ・東映）
- そば屋梅吉捕物帳 第9話「遠山桜も男泣き」（1979年、12ch・国際放映） - 加納又十郎
- 西遊記II 第7話「夢の妖怪 幽鬼将軍」（1979年、日本テレビ・国際放映）
- 鉄道公安官 第34話「公安官抹殺司令」（1980年、テレビ朝日・東映） - 木村竜次
- 新・江戸の旋風 第2話「山吹色は悪の色」（1980年、フジテレビ・東宝） - 三好
- 爆走!ドーベルマン刑事 第14話「決死の追跡48時間」（1980年、テレビ朝日・東映）
- 噂の刑事トミーとマツ（TBS・大映テレビ）
  - 第1シリーズ 第12話「張り込み先の珍家族」（1980年） - 旭会幹部・的場
  - 第2シリーズ 第26話「湖の対決! トミー死の円月殺法」（1982年） - 奥山土建社長
- 斬り捨て御免!（12ch・歌舞伎座テレビ）
  - 第1シリーズ 第26話「江戸城危機一髪」（1980年） - 高藤
  - 第2シリーズ 第5話「女呪いの双つぼくろ」（1981年） - 山崎源七郎
  - 第3シリーズ 第10話「怪盗を追え 死のおとり作戦」（1982年） - 庄兵ヱ
- 雪姫隠密道中記 第8話「怨霊が住む城 -広島-」（1980年、MBS / S.H.P） - 工藤弥四郎
- 大激闘マッドポリス'80 第12話「潜行大作戦」（1980年、NTV / 東映） - 小田切
- 柳生あばれ旅 第4話「関所狸の七変化 -箱根-」（1980年、ANB / 東映）
- ザ・ハングマンシリーズ（朝日放送・松竹芸能）
  - ザ・ハングマン
    - 第7話「亡者を呼ぶ金相場」（1980年） - 西沢隆二
    - 第31話「サギ師野郎 危ない綱渡り」（1981年） - 黒崎達夫

  - ザ・ハングマンII 第9話「仮病の悪 大手術いびり出し作戦」（1982年） - 武藤
  - 新ハングマン 第20話「生徒を売る非行教師」（1983年） - 国崎
- 旅がらす事件帖 第17話「明日に別れのたむけ花」（1981年、関西テレビ・国際放映） - 暮坂主水
- 悪党狩り 第20話「続・仁義に生きた犬」(1981年、12ch・松竹) - 勘七
- 闇を斬れ 第5話「恋姿・謎の美剣士」（1981年、関西テレビ・松竹） - 北沢孫九郎
- プロハンター 第5話「サタデー・ナイト・スペシャル」（1981年、日本テレビ・セントラル・アーツ）
- 警視庁殺人課（1981年、テレビ朝日・東映）
  - 第6話「殺意のコネクション」
  - 第16話「ダイナマイト殺人事件・幻のチャンピオン」
- 影の軍団（関西テレビ・東映）
  - 影の軍団II
    - 第4話「白蛇の罠」（1981年）- 須藤頼母
    - 第22話「甲賀忍法・必殺の賭け」（1982年）- 筧典膳

  - 影の軍団 幕末編 第39話「サムライ、荒野の落日」（1985年） - 甲賀の玄太夫
- 長七郎天下ご免! 第78話「姉弟のいのち!仙十郎受難」（1982年、テレビ朝日） - 棚橋
- 文吾捕物帳（テレビ朝日・三船プロ）
  - 第11話「慕情の女」（1981年）
  - 第23話「ほくろ悪女いい女」（1982年）
- 時代劇スペシャル（フジテレビ）
  - はぐれ狼（1982年、ユニオン映画）
  - 素浪人罷り通る （1982年、三船プロ）
  - 鼠小僧次郎吉 必殺の白刃（1983年、三船プロ）
- 鬼平犯科帳 第3シリーズ 第2話「凶賊」（1982年、テレビ朝日・中村プロ） - 文挟の友吉
- 同心暁蘭之介 第35話「八丁堀は大騒ぎ」（1982年、フジテレビ・杉友プロ）
- 源九郎旅日記 葵の暴れん坊 第17話「瀬戸は夕焼け 夫婦舟」（1982年、テレビ朝日・東映） - 石山帯刀
- 遠山の金さん 第1シリーズ（テレビ朝日・東映） ※高橋英樹版
  - 第26話「あばれ神輿に祭りが燃えた」（1982年） - 堀田蔵人
  - 第55話「華麗なる追跡! 三味線お蝶」（1983年）
- 松平右近事件帳 第44話「過去をもつ女にかかる濡れ衣」（1983年、日本テレビ・ユニオン映画）- 政吉
- 新・松平右近 第2話「父娘を結ぶ神田川」（1983年、日本テレビ・ユニオン映画）- 仙吉
- 月曜ドラマランド（フジテレビ）
  - うっかり夫人・ちゃっかり夫人1（1983年）
  - うっかり夫人・ちゃっかり夫人2（1983年）
  - 意地悪お手伝いさん1（1984年）
  - のんき君2（1984年）
  - てんてん娘（1984年）
  - 意地悪お手伝いさん2（1984年）
  - まさし君（1985年）
  - 特別機動少女隊 ホールド・アップ!（1985年）
  - とことこトッコ姫（1985年）
  - おさわがせ剣士 赤胴鈴之助（1985年）
  - 心はロンリー気持ちは「…」II（1985年）
  - 微熱MY LOVE（1985年）
  - 一休さん2（1986年）
  - 子供の日特別企画 シブがき隊のスシ食いネェ!（1986年）
  - 意地悪ばあさん -春なお浅き志賀島 幻の金印の巻-（1987年）
  - 未亡人は17才（1987年）
  - セーラー服露天風呂 卒業旅行（1987年）
- 柳生十兵衛あばれ旅 第13話「狼の群の中へ」（1983年、テレビ朝日・東映） - 赤座一覚
- 魔拳! カンフーチェン（1983年、よみうりテレビ・東宝） - 王李
- うちの子にかぎって…パート1 第3話「禁じられたアソビ」（1984年、TBS） - 深見信行
- 宮本武蔵（1984年、NHK総合）- 辻風典馬
- 長七郎江戸日記 第43話「宅兵衛の子守唄」（1984年、日本テレビ） - 前屋清蔵
- 特命刑事ザ・コップ 第9話「密室のギャルを救え!」（1985年、朝日放送・テレキャスト）
- 花田春吉なんでもやります 第11話「おらあサイボーグになるダ」（1985年、TBS） - 親分
- 一休さん・喝! 第1話「涙のウェディングベル・一休VS暴力団」（1986年、テレビ東京・ジェイミック）
- 大河ドラマ / 独眼竜政宗（1987年、NHK総合） - 村田宗殖
- ラジオびんびん物語 第6話（1987年、フジテレビ）
- スリ三姉妹シリーズ（1988年 - 2000年、朝日放送・東通企画） - 川田
- もっとあぶない刑事 第5話「争奪」（1988年、日本テレビ・セントラル・アーツ）- 徳丸一三
- 意地悪ばあさん 抱腹絶倒! 意地悪ギャグ決定版 （1989年、フジテレビ・共同テレビ）
- 風子〜いつの日か風のように〜 （1990年、NHK総合）
- ビデオの王様（1990年、フジテレビ）
- 木曜ゴールデンドラマ / 金のなる木に花は咲く（1990年、よみうりテレビ）
- 花王ファミリースペシャル / 大井川分校 女ペテン師（1990年、関西テレビ）
- 次郎長三国志（1991年、テレビ東京） - 武居の安五郎
- 女無宿人 半身のお紺 第13話「果てしなき旅にて候」（1991年、テレビ東京・C.A.L）
- 代表取締役刑事 第42話「静かなる男」（1991年、テレビ朝日・石原プロ）
- 裏刑事-URADEKA- 第9話「イタリア発・殺人拳銃のルートを暴け!」（1992年、朝日放送・松竹芸能）
- 金曜ドラマシアター / 実録犯罪史シリーズ 浅虫温泉放火事件（1993年、フジテレビ）
- 西遊記 第1話 オープニングスペシャル（1994年、日本テレビ）
- 裸の大将 第73話「清とサクランボ娘」（1995年、関西テレビ・東阪企画） - 山田徳三
- 花王 愛の劇場 / ママに宿題（1995年、TBS）
- いいひと。 第11話「走れ! 透明シューズに夢を乗せて…」（1997年、関西テレビ・共同テレビ）- 岩倉健之介
- 火曜サスペンス劇場（日本テレビ）
  - 警視庁鑑識班（1998年） - 秋津武司
  - 北ホテル（2004年） - 村尾泰治
- お仕事です!（1998年、フジテレビ）
- 連続テレビ小説（NHK総合）
  - 私の青空（2000年） - 田中伝吉
  - 純情きらり（2006年） - 沖田徳治郎（主人公の祖父）
- 女と愛とミステリー「寺田家の花嫁」（2001年、テレビ東京） -  及川清治
- TRICK2 第5話「妖術使いの森」（2002年3月15日、テレビ朝日・東宝） - 大橋大三郎
- クニミツの政（2003年、関西テレビ・AVEC） - 水島
- あなたの人生お運びします! （2003年、TBS）
- H2〜君といた日々（2005年、TBS） - 栄京学園高校　城山監督
- 天てれドラマ 第14話「ぼくがぼくであること」（2005年、NHK教育） - タケジロウ
- おシャシャのシャン! （2008年1月10日、NHK総合） - 伊野谷村々長
- 猟奇的な彼女 第1話「史上最凶の純愛」（2008年4月、TBS）
- パズル 第9話「鬼が棲む! 人喰う呪いの村祭り」（2008年6月13日、朝日放送・テレビ朝日・東宝） - 山神喜十郎
- マイガール（2009年10月-12月、テレビ朝日） - 室田長市
- 恋するキムチ（2011年5月4日、NHK岐阜） - 市長
- 仮面ライダーフォーゼ（2012年、テレビ朝日・東映） - 如月吾郎
  - 第27話「変・身・却・下」
  - 第44話「星・運・儀・式」

### Vシネマ
- 裏切りの明日（1990年、東映ビデオ）
- 凡! ボンバーマン（1990年、ハドソン / ファンハウス） - 親凡（白ボン） ※主演
- 悪役商会 狼たちの仁義（1991年、東映ビデオ）※主演
- 死神の使者 DEATH MESSENGER（1991年、東映ビデオ）
- 天外魔境 電々の伝 電脳電撃カブキ伝（1993年、ハドソン / レッドカンパニー） - モースフィール祭司 ※ゲームの販促用としてイベント等で無償配布
- 雀鬼4 麻雀代理戦争（1994年、竹書房）
- カラス（1995年、東映ビデオ）
- ミナミの遊侠伝 なんぼのもんやねん2（1995年、ケイエスエス）
- 仁義なき野望（1996年、東映ビデオ）

### 劇場アニメ
- ドラえもん のび太の宇宙小戦争（1985年、東宝） - ギルモア

### OVA
- Crying フリーマン（1988年、東映VANIMEレーベル） - 島崎秋堂

### PV
- GReeeeN『刹那』（2009年） - アーク将軍

### バラエティ
- ドリフ大爆笑（1980年代、フジテレビ）※コント内のヤクザ役などで度々出演。
- タケちゃんの思わず笑ってしまいました3（1984年3月、フジテレビ）※コント「ザ・銀行強盗」のヤクザな支店長役。
- オレたちひょうきん族（1984年3月31日、フジテレビ）※「タケちゃんマン Part-110 『マイ・フェア・ダディ』の巻」
- ビデオの王様（フジテレビ）
- 桃色学園都市宣言!!（フジテレビ）
- ダウンタウンのごっつええ感じ（フジテレビ）
- 超!よしもと新喜劇（1997年 - 1998年、毎日放送）
- ぶらり途中下車の旅（日本テレビ）
- 二人の食卓（2009年3月28日、テレビ朝日）※同じ岡山県出身の有森裕子とゲスト出演。
- 美の壺 正月特番「新春“邸宅スペシャル”」（2013年1月1日、NHK BSP）
- 大都会シリーズ一挙放送！直前特集 (2016年4月4日、BS11)
- 日本人が最も愛した男・石原裕次郎（2017年6月24日、NHK BSP）
- 人名探究バラエティー 日本人のおなまえっ!（2017年11月16日、NHK総合）
- 徹子の部屋 (2020年1月28日、テレビ朝日)
- 武田鉄矢の昭和は輝いていた 石原裕次郎生誕90年スペシャル (2024年7月5日、BSテレ東)
- 鶴瓶ちゃんとサワコちゃん～昭和の大先輩とおかしな2人～ (2024年12月23日、BS12)

### CM
- 味の素 アルギンZ （1984年頃）
- キューサイ青汁（1990年 - ）
  - 「まずーい！もう一杯!!」のキャッチコピーで広く知られる。「まずい」は元々台本にあった台詞ではなく、実際に撮影で飲んだ際の正直な感想を思わず発した言葉が基になった。「まずいって言っていいか」と尋ねたところ、その場でスポンサー側幹部が会議を開き、「まずい」にフォローする言葉をつけるよう求められ、「もう一杯」を付け足す条件で了承された。同商品のCM契約は当初3か月間の予定だったが、商品を「まずい」というこの前代未聞の広告の反響が大きかったことから、契約期間の延長が決まった[1]。また、全国放送されたことで、以前は怖がっていた子供たちが近寄って来るようになったという[14][24]。キューサイ創業者の長谷川常雄とは家族ぐるみの親交が長谷川が死去するまで続いた[25]。
- 公共広告機構（現：ACジャパン）「大人を逃げるな。」（2001年 - 2002年）[26]
- 久光製薬
- 寅壱
- トイズファクトリー / ケツメイシ『ケツノポリス4』
  - キューサイのコマーシャル映像を流用したと思われる、パロディ作品。この作品では「まずーい！もう一枚!!」と言っている。
  - 朝の情報番組『ズームイン!!SUPER』出演時、このCMへの出演経緯を聞かれた八名は「ケツメイシを無名なユニットと思ってノーギャラで出演してしまい、後に有名であることを知って（ギャラを貰わなかったことを）後悔した」などと冗談めかしてコメントしている。
- ハドソン ボンバーマン（PCエンジン）（1990年、白ボン役）
- 神奈川県スポットCM「だめなものはだめ！」
- 岡山県消費生活センター（2011年）
- 愛媛滞納整理機構（2014年）

### ラジオ
- 国司と新田の土曜番長（RSKラジオ）※「八名信夫の井戸端会議」コーナー出演。

## 著書
- 八名信夫と悪役商会『くろい天使 : 愛すべき浮浪者たちの物語』データハウス、1986年12月21日。
- 『こんにちは八名信夫です』、悪役商会・竹谷新 編、データハウス、1998年9月。ISBN 978-4887185036
- 八名信夫『悪役は口に苦し』、小学館、2024年8月。ISBN 978-4093891691

## プロ野球選手としての詳細情報

### 年度別投手成績
| 年 度     | 球 団     | 登 板 | 先 発 | 完 投 | 完 封 | 無 四 球 | 勝 利 | 敗 戦 | セ 丨 ブ | ホ 丨 ル ド | 勝 率 | 打 者 | 投 球 回 | 被 安 打 | 被 本 塁 打 | 与 四 球 | 敬 遠 | 与 死 球 | 奪 三 振 | 暴 投 | ボ 丨 ク | 失 点 | 自 責 点 | 防 御 率 | W H I P |
| --------- | --------- | ----- | ----- | ----- | ----- | -------- | ----- | ----- | -------- | ----------- | ----- | ----- | -------- | -------- | ----------- | -------- | ----- | -------- | -------- | ----- | -------- | ----- | -------- | -------- | ------- |
| 1956      | 東映      | 9     | 2     | 0     | 0     | 0        | 0     | 1     | --       | --          | .000  | 86    | 22.0     | 18       | 3           | 4        | 0     | 1        | 9        | 0     | 0        | 10    | 8        | 3.27     | 1.00    |
| 1957      | 東映      | 4     | 0     | 0     | 0     | 0        | 0     | 0     | --       | --          | ----  | 20    | 4.1      | 6        | 2           | 1        | 0     | 0        | 3        | 0     | 0        | 4     | 4        | 7.20     | 1.62    |
| 1958      | 東映      | 2     | 0     | 0     | 0     | 0        | 0     | 0     | --       | --          | ----  | 6     | 1.2      | 1        | 0           | 0        | 0     | 0        | 1        | 0     | 0        | 0     | 0        | 0.00     | 0.60    |
| 通算：3年 | 通算：3年 | 15    | 2     | 0     | 0     | 0        | 0     | 1     | --       | --          | .000  | 112   | 28.0     | 25       | 5           | 5        | 0     | 1        | 13       | 0     | 0        | 14    | 12       | 3.86     | 1.07    |

### 背番号
- 13 （1956年 - 1958年）